# Usedlost čp. 1 v Hrdlořezích
Venkovská usedlost čp. 1 v Hrdlořezích v Praze je bývalá barokní zemědělská usedlost. Areál je chráněn jako nemovitá kulturní památka České republiky; součástí jsou obytná budova (zbořeno), ovčín (zbořeno), výměnek (přestavěno) a stodola (přestavěno).

## Historie
Hospodářský statek měl barokní jádro. Obytná budova a ovčín byly v roce 2002 zbořeny, výměnek s částí stodoly výrazně přestavěny a v areálu postavena novostavba čp. 197.

## Popis
Obytná i hospodářské budovy byly rozmístěny kolem dvora.
Na levé straně vpředu stála hlavní jednopatrová obytná budova, která měla směrem do návsi tři pravidelné okenní osy a pozdně barokní štít. Okna měla rámována jednoduše profilovanými lištami. Její fasádu členily liseny s náznakem obloučkového vlysu. Fasádu do dvora měla prostou, bez členění.
Přízemí bylo zaklenuto plackami. Ze síně vedl na schodiště do patra pravoúhlý profilovaný portál renesančního charakteru; druhý podobný portál se nacházel v zadní stěně síně.